# New Coundon
New Coundon är en by i kommunen Durham i grevskapet Durham i England. Byn är belägen 2 km från Bishop Auckland. Orten har 41 invånare (2001).